# Tony Campos
Antonio Campos (n. 8 martie 1973, Los Angeles) este muzician american de origine mexicană. În prezent el este bas-chitaristul formațiilor heavy metal Soulfly și Prong, și vocalist și basist în formația Asesino. În trecut el a mai activat ca bas-chitarist în formațiile Static-X, Ministry și Possessed.